# 馬帕伊
馬帕伊是東非國家莫桑比克的城鎮，由加扎省負責管轄，位於該國西南部林波波河左岸，海拔高度237米，居民屢受旱災和饑荒侵擾。
22°43′50″S 32°03′30″E / 22.73056°S 32.05833°E